# Inoran
Kiyonobu Inoue, dit Inoran, né le 29 septembre 1970 à Hadano au Japon, est un musicien Japonais.

## Biographie
Il a été le cofondateur avec J et le guitariste rythmique du groupe Luna Sea (1989-2000). Après la dissolution de Luna Sea, il a fondé Fake? à la fin de l'année 2001 avec l'ex chanteur d'Oblivion Dust, Ken Lloyd.
Inoran était aussi un artiste solo pendant sa période avec Luna Sea, mais il a mis sa carrière en pause en intégrant Fake? jusqu'à ce qu'il quitte le groupe en octobre 2005 à la suite de divergences musicales avec Ken Lloyd. Il a ensuite fondé le groupe Tourbillon avec l'ancien chanteur de Luna Sea Ryuichi Kawamura et Hiroaki Hayama.
À l'été 2006, il a repris sa carrière solo en sortant l'album Photograph. Après l'album suivant, Nirai Kanai en juillet 2007, il a joué plusieurs concerts et sorti le DVD live Tour Determine 2007, en parallèle avec l'album The Best qui contient plusieurs de ses chansons, sélectionnées par son fan-club et lui-même. L'album contient aussi une chanson inédite, « I swear ».
Le 24 décembre 2007, Inoran avec Luna Sea reformé a joué un concert unique au Tokyo Dome devant 55 000 personnes. Une autre réunification a eu lieu lors du hide memorial summit le 4 mai 2008.
Inoran fait actuellement partie de « Tourbillon » tout en poursuivant sa carrière solo. En mars 2008, il a sorti son premier photobook officiel, Monophonic. En juillet de la même année, il a joué pour la première fois hors du Japon, à Taïwan et en Corée du Sud (respectivement pour le Formoz Festival 2008 et l'Incheon Pentaport Rock Festival 2008). Son 5e album, apocalypse, est sorti le 24 septembre 2008.
Sa tournée pour apocalypse, nommée « Butterfly Effect », a compté d'autres dates internationales, cette fois à Hong Kong en novembre, avant le final au Japon. Entre la fin octobre et le début novembre 2008, il a annoncé qu'il préparait son premier album instrumental, "Shadow", sorti le 24 décembre.
En 2009, il collabore avec la chanteuse Olivia Lufkin pour un single intitulé "Sailing Free", thème musical du jeu vidéo Basara Battle Heroes.
Watercolor, son sixième album, est sorti le 10 mars 2010.
Il a retrouvé Luna Sea fin 2010 pour le 20e anniversaire du groupe (concerts en Allemagne, à Los Angeles et en Asie), ce qui ne l'a pas empêché de sortir un septième album en avril 2011.
Inoran a été publiquement associé à Vera Von Monika, une artiste de renommée internationale, qui a assisté à son concert à Osaka en tant qu'invitée.

## Discographie

### Singles
- 1997 : Sou
- 2001 : Won't leave my mind
- 2004 : Waves / Felicidad (édition limitée pour le fan-club)
- 2009 : Shake / Elements of foundation

### Albums
- 1997 : Sou
- 2001 : Fragment
- 2006 : Photograph
- 2007 : Niraikanai
- 2008 : Apocalypse
- 2010 : Watercolor
- 2011 : Teardrop

Remix
- 2001 : Landscape of fragment

Best of
- 2008 : The Best

Instrumental
- 2008 : Shadow

### DVD
- 2001 : Won't leave my mind
- 2003 : The Last Night
- 2005 : Another room
- 2007 : Tour 2006 Photograph
- 2008 : Inoran Live Tour 2007 Determine
- 2009 : Butterfly effect 2008

### VHS
- 2001 : Won't leave my mind

### Photo Book
- 2008 : Monophonic